# Südstadt (Kassel)
Südstadt, Kassel-Südstadt – okręg administracyjny Kassel, w Niemczech, w kraju związkowym Hesja. W grudniu 2015 roku okręg liczył 7792 mieszkańców.